# 隆线溞
隆线溞（学名：Daphnia carinata）为溞科溞属的动物。分布于亚洲、欧洲、北美洲、非洲、大洋洲以及中国大陆的江苏、江西、湖北、湖南、四川、河北、河南、辽宁、吉林、黑龙江、云南、内蒙古、陕西、山西、甘肃、青海、西藏、新疆等地，嗜寒性，常见于富营养型小水域中，也出现于湖泊、水库以及江河中以及也可在咸淡水中生活。